# Piaski bitumiczne

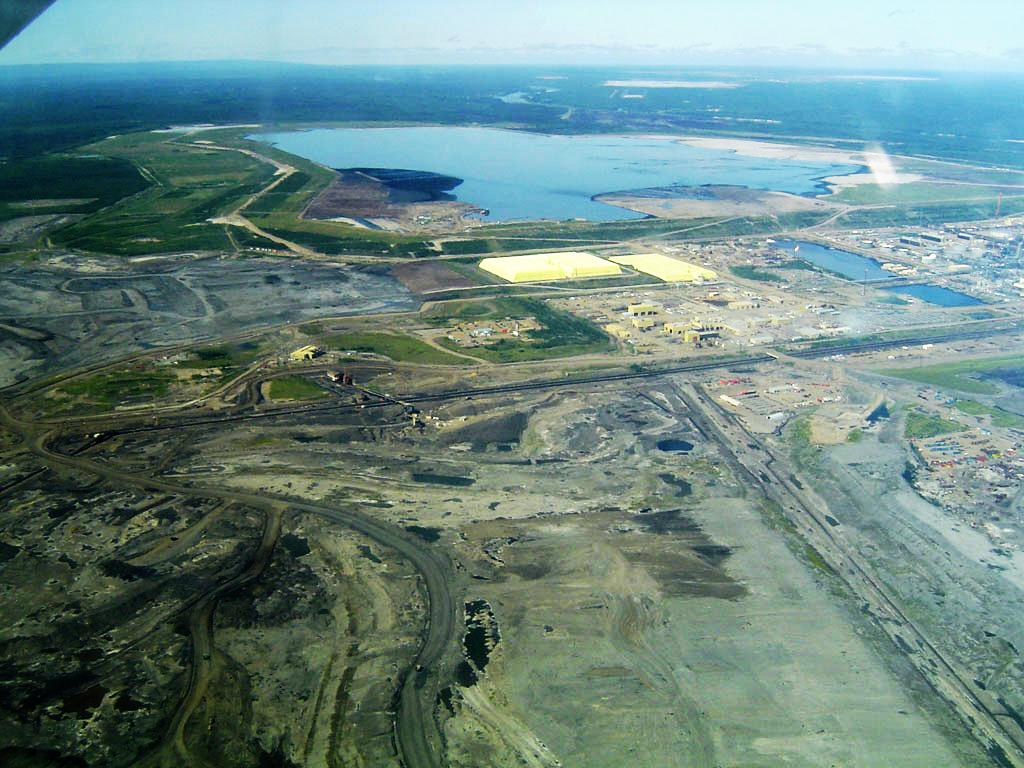
Kopalnia w Albercie

Piaski bitumiczne (również piaski smołowe, ang. oil sands lub tar sands) - niekonwencjonalne złoża bituminów, stanowiące luźną mieszaninę ropy naftowej, innych bituminów, piasku lub mułu.
Złoża piasków bitumicznych znajdują się w wielu krajach, m.in. w USA, Rosji, krajach Bliskiego Wschodu, jednak największe złoża posiadają Kanada i Wenezuela.